# 天文志
《天文志》是中國紀傳體正史的一種體例，歸類於志。
《天文志》是專門記載朝代之天文異象之書，《史記》將天文記載於《天官書》，《漢書》始有《天文志》一專有名詞，《漢書》中的《天文志》是馬續所輯，歷代皆沿用，如《宋书》、《隋書》、《晉書》皆有《天文志》，《宋书》记叙了魏晋至刘宋的天文異象，《隋書》的《天文志》被認為是諸志最佳。
《後漢書》、《舊唐書》、《新唐書》、《舊五代史》、《宋史》、《金史》、《元史》、《明史》、《清史稿》皆有《天文志》。《魏書》名作《天象志》，《新五代史》則名《司天考》。

## 延伸阅读
[在维基数据编辑]
 《漢書·卷二十五上.郊祀志 第五》，出自班固《漢書》
 《漢書/卷025下》，出自班固《漢書》